# Rimatara
Rimatara – najbardziej wysunięta na zachód wyspa archipelagu Tubuai (Îles Australes), w Polinezji Francuskiej.

## Charakterystyka fizycznogeograficzna
Rimatara jest wyspą wulkaniczną o powierzchni 8,6 km², położoną około 640 km na południowy zachód od Tahiti. Najwyższym punktem wyspy jest wzniesienie Uhau o wysokości względnej 83 m. Na Rimatara znajdują się trzy wioski: Amaru, Anapoto i Mutuaura.
Na wyspie znajduje się Port lotniczy Rimatara.